# Bichon frisé
El bichon frisé, també conegut com a Bichon de bec, és una raça de gos petita i de companyia, notable pel seu pelatge blanc i esponjós. Es caracteritza per ser un gos alegre, actiu i incansable.

## Història
El bichon frisé és un gos d'origen europeu, descendent del maltès o Water Spaniel. El nom "Bichon" és actualment el diminutiu de "Barbet", que al seu torn és el diminutiu de "Barbichon".
S'estima que aquesta raça és d'origen francès, encara que també és molt possible que sigui d'origen espanyol, de l'àrea de la Mediterrània. Es diu que era un dels gossos de companyia de les corts francesa i espanyola. Va ser portat pels espanyols a les illes Canàries, on també va adquirir el nom de Bichon de Tenerife. La popularitat d'aquesta raça es pot veure reflectida en pintures de diversos artistes espanyols, entre ells Francisco de Goya.
Després de la Revolució francesa, aquest Bichon es va traslladar de les atencions de la cort a sobreviure com podia pels carrers dels pobles i ciutats franceses. D'aquesta manera va obtenir gran fortalesa la genètica de la raça, ja que només els més saludables i resistents van aconseguir perdurar. Però la seva bellesa i disposició és tal, que eventualment va ser recollit pel públic en general. A la dècada de 1930, diversos criadors francesos van establir la raça, que va ser registrada al club de gossos de França el 1934.
Durant molt temps va ser part d'espectacles de carrer, de circ i de titelles, gràcies a la facilitat amb la qual s'entrena i a la seva resistència física.

## Manteniment
El manteniment del pèl pot arribar a demanar l'assistència d'un perruquer caní professional. s'ha de banyar un cop per setmana, cal tenir una cura especial amb un gos així, que és de color blanc o cafè pur i molt actiu.
Però és una mascota meravellosa. Aquesta raça és molt saludable i forta. Molt amistós, s'adapta bé, és recomanable per als nens pel seu caràcter. El seu bon temperament l'ha fet una mascota ideal per a centres de teràpia i llars d'ancians. I no requereix molt exercici per a un gos de la seva grandària.
El propietari d'un bichon frisé ha d'evitar deixar-lo sol, ja que és una mascota que pateix d'ansietat quan està sola, el que pot causar problemes de salut.
Una altra característica que es pot afegir és que no és un gran caçador de ratolins.

## Federacions Canines
El bichon frisé usualment és assignat als gossos de companyia, o bé als gossos esportius. A continuació s'esmenten les federacions canines que reconeixen aquesta raça.
- Club Caní Japonès: Reconegut en el Grup de Gossos Miniatura el 1972.
- Organització Canina Internacional: Reconegut en el Grup de Gossos de Companyia el 1972.
- American Kennel Club: AKC (Estats Units). Entrat en Classes Regulars el 1973.
- Canadian Kennel Club: CKC (Canadà). Classificat en el Grup de Gossos No Caçadors el 1975.
- United Kennel Club: UKC (Estats Units). Reconegut el 1981.
- The Kennel Club: KC (Gran Bretanya).

Aquestes associacions permeten tenir referències útils per estimar la popularitat de la raça, conèixer l'esforç realitzat per mantenir-la definida, obtenir assessorament per adquirir un cadell de raça pura i veure competir aquesta raça.

## Morfologia

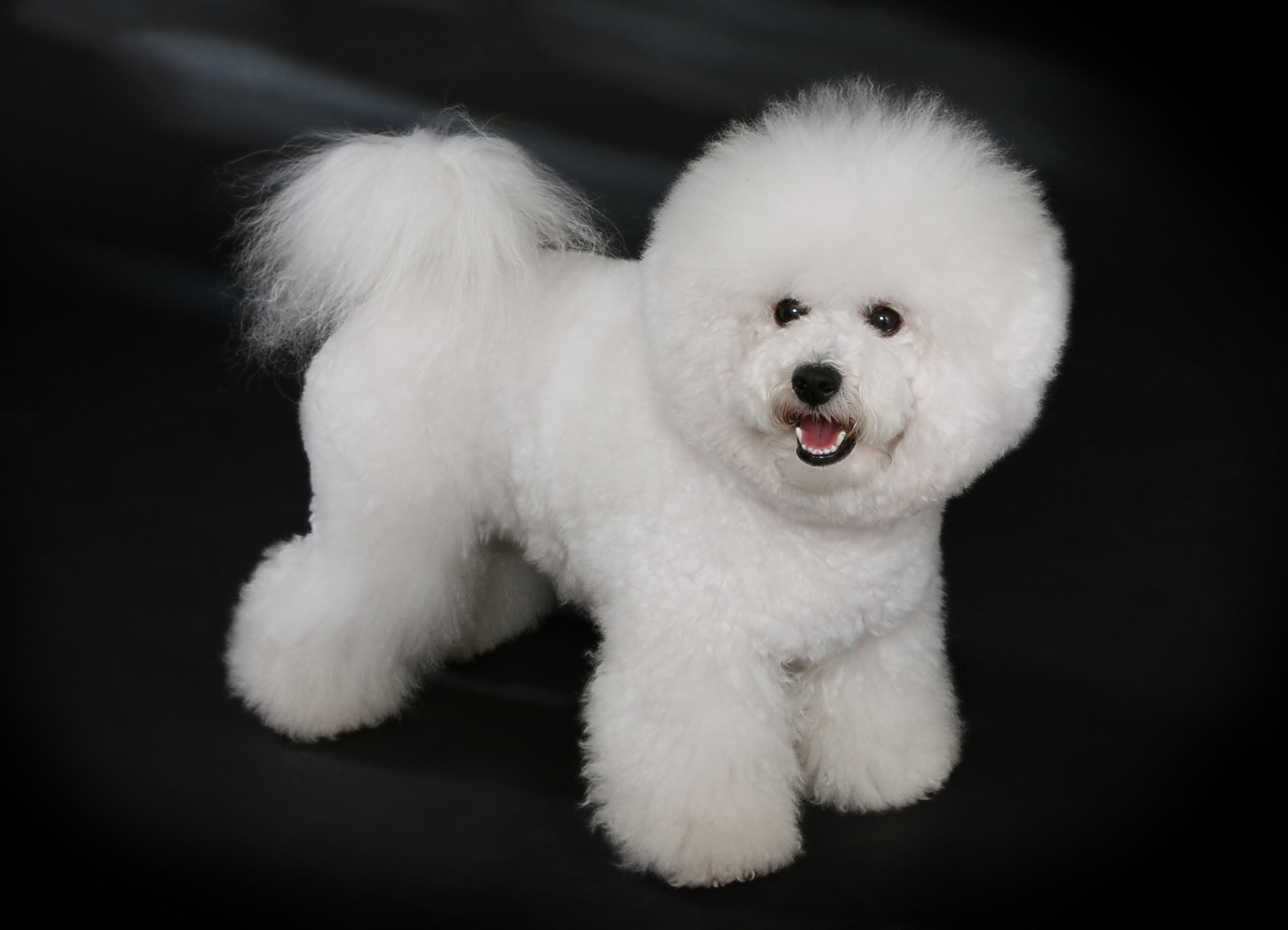
Bichon frisé

Orelles petites i caigudes. Pèl fi, suau, sedós, una mica arrissat. relativament llarg; de 7 a 10 cm. pelatge intern de llana.
Color del pèl blanc o cafès. Cua usualment alçada i corbada sobre l'esquena. Amb molt pèl. Alçada a la creu o a les espatlles: Mascles de 23 a 30 cm. Femelles de 24 a 26 cm. Viu usualment de 12 a 15 anys. Pesa entre 3 i 6 kg.

## Problemes de salut propis de la raça
A causa d'encreuaments no adequats, el bichon frisé té problemes de salut propis de la seva raça, entre els quals hi ha:
- Luxació patelar medial: És una debilitat de les ròtules que pot ser controlat mitjançant la cria selectiva.
- Cataractes juvenils: Es pot presentar la pèrdua de la vista, fins i tot en exemplars molt joves. Les recomanacions pel que fa a aquest tipus de problema és evitar la reproducció de l'exemplar afectat.
- Càlculs en la bufeta: És una predisposició natural dels gossos de races petites, que es pot veure empitjorada per excessos de proteïna, magnesi o fòsfor en la dieta de l'animal. Els símptomes poden incloure orina freqüent, desànim, malestar general i debilitat. De vegades cal recórrer a la cirurgia, però pot evitar-se amb freqüents passejades, una dieta controlada en proteïnes i suficient exercici.
- Altres patiments: El bichon frisé també pot patir en menor mesura de displàsia de maluc, epilèpsia, pigmentació pobre de la pell, al·lèrgies, tancament avançat i canvis genètics en el temperament.